# 安倍オースタッド玲子
安倍オースタッド玲子（英語: Reiko Abe Auestad）は、ノルウェーの学者。オスロ大学文化研究・東洋語学部教授。日本近代文学専攻。

## 来歴
1979年、ウィスコンシン大学で人文学学士号を取得した後、上智大学に編入し、1980年に英文科を卒業した。
1982年、ウィスコンシン大学で日本文学・日本語の修士号を取得する。1992年から1993年、オスロ大学博士研究員となり、1992年にウィスコンシン大学名誉フェロー、1994年にオスロ大学准教授就任。1995年）にオスロ大学の博士号を取得した。1998年から1999年まで東京大学の客員研究員を務め、2001年にオスロ大学教授に就任する。2017年にはシカゴ大学客員教授に就任した。
2005年から2008年まで、および2011年から2014年までの期間、ヨーロッパ日本研究協会の審議委員を務めた。2008年から2011年までは、役員・書記に就任した。

## 研究活動
近代日本文学、文化、現代社会の発展に直面する女性の地位を研究対象としている。博士号のテーマ論文は夏目漱石であったが、その他の日本の近代文学者はもとより、日本やノルウェーにおける家族の政治や福祉制度を比較社会学の観点から研究・著述している。
最新（2019年6月時点）のプロジェクトは「近代日本文学における影響：夏目漱石、大江健三郎、桐野夏生、川上未映子」。人間の相互作用に介在する複雑なメカニズムを探り、対人関係を形成する予期せぬ役割を同メカニズムがいかに担うかを研究するものである。

## 著書
- 小森陽一、夏目房之介、飯田祐子、マイケル・ボーダッシュ、キース・ヴィンセント、安倍オースタッド玲子、朴裕河他 著、フェリス女学院大学日本文学国際会議実行委員会 編『生誕150年 世界文学としての夏目漱石』岩波書店、2017年3月24日。ISBN 978-4000611916。